# Seznam kongovskih politikov
Seznam kongovskih politikov.

## A
- Cyrille Adoula

## B
- Jean-Pierre Bemba

## F
- Martin Fayulu

## G
- Antoine Gizenga

## I
- Joseph Iléo

## K
- Joseph Kabila Kabange
- Laurent-Désiré Kabila
- Joseph Kasavubu (Joseph Kasa-Vubu)
- Louis Alphonse Koyagialo

## L
- Patrice Lumumba

## M
- (Laurent Monsengwo Pasinya)
- Adolphe Muzito

## P
- Augustin Matata Ponyo

## S
- Denis Sasou Nguesso (Kongo-Brazzaville)
- Mobutu Sese Seko Kuku Ngbendu Wa Za Banga

## T
- Felix (Antoine Tshilombo) Tshisekedi
- Moise Tshombe (Čombe)
- Judith Suminwa Tuluka

## U
- N'Singa Udjuu